# Aeshninae
Aeshninae – podrodzina ważek z rodziny żagnicowatych (Aeshnidae).

## Systematyka
W podrodzinie Aeshninae wyróżniane są plemiona (tribus):
- Aeshnini
- Anactini
- Gynacanthini
- Polycanthagynini